# Achiel Buysse
Achiel Buysse (Lochristi, 18 dicembre 1918 – Wetteren, 23 luglio 1984) è stato un ciclista su strada belga.
Professionista dal 1938 al 1950 fu il primo ciclista ad aggiudicarsi tre edizioni del Giro delle Fiandre (1940, 1941, 1943), fu inoltre vincitore del Campionato belga in linea nel 1948. Era il suocero di Michel Vaarten e il nonno di Pascal Elaut e Luc Colyn anche loro ciclisti professionisti.

## Carriera
Fra i suoi risultati figurano il quarto posto nella Parigi-Roubaix 1943, il quarto posto nella Parigi-Tours nel 1939 ed il secondo nel 1943; inoltre ha ottenuto numerosi podi e piazzamenti di rilievo in diverse classiche come Gand-Wevelgem, Freccia Vallone e Omloop Het Volk.

## Palmarès
- 1938

Omloop der Vlaamse Gewesten Indipendenti
- 1939

Scheldeprijs
Lochristi
- 1940

Giro delle Fiandre
Grand Prix Stad Vilvoorde
- 1941

Giro delle Fiandre
- 1942

A Travers Paris
- 1943

Giro delle Fiandre
- 1947

Omloop der Vlaamse Gewesten
Roeselare-Aalst-Roeselare
Brussel-Oostende
- 1948

Campionati belgi, Prova in linea
Scheldeprijs
Kuurne-Bruxelles-Kuurne
Omloop van Midden-Vlaandere

### Altri successi
- 1938

Kermesse di Zele
Kermsse di Lokeren
- 1940

Criterium di Aalst
- 1941

Criterium di Zomergem
- 1943

Kermesse di Melle
- 1946

Gran Prix Moerenhout-Lede (Kermesse)
Criterium di Nieuwkerken-Waas
Criterium di Wchelen
Kermesse di Petegem-aan-de-Leie
- 1947

Gran Prix Moerenhout-Lede (Kermesse)
Criterium di Aalst
Criterium di Oudenaarde
Kermesse di Lauwe
Kermesse di Westerloo
Kermesse di Lessines
- 1948

Grand Prix Stadt-Sint-Niklaas (Kermesse)
Criterium di Aigem
Kermesse di Oostakker
Kermesse di Waarschoot
- 1949

Kermesse di Ninove-Prix Victor Standaert

## Piazzamenti

### Classiche monumento
- Giro delle Fiandre

1939: 28º
1940: vincitore
1941: vincitore
1942: 14º
1943: vincitore
1944: 12º
1948: 25º
1949: 13º
- Parigi-Roubaix

1943: 27º
1943: 4º
1949: 9º
- Liegi-Bastogne-Liegi

1943: 22º
1947: 44º
1948: 9º
1950: 11º

### Competizioni mondiali
- Campionati del mondo

Valkenburg 1948 - In linea: ritirato